# Tematai Le Gayic
Tematai Le Gayic (* 11. Oktober 2000 in Papeete) ist ein französischer Politiker und Unabhängigkeitsbefürworter aus Tahiti. Er wurde bei der Parlamentswahl in Frankreich 2022 als jüngster  Abgeordneter in der Geschichte der Fünften Republik in die Nationalversammlung gewählt. Er vertrat den größten Wahlkreis Frankreichs mit einer Fläche von zwei Millionen km², bis er bei der vorgezogenen Parlamentswahl in Frankreich 2024 einem Kandidaten der Autonomisten unterlag.

## Leben
Le Gayic wurde 2000 auf Tahiti geboren, wuchs aber auf Tubuai, der Heimatinsel seiner Mutter, auf. Mit 10 Jahren besuchte er das Collège und anschließend Gymnasium in Papara auf Tahiti, der Heimat seines Vaters, der dort Stadtrat ist. Er absolvierte ein Doppelstudium in Politikwissenschaft und Geschichte an der Université Paris 8 Vincennes-Saint Denis, anschließend begann er einen Master-Studiengang in Politik an der École des hautes études en sciences sociales (EHESS), den er für den Wahlkampf ruhen ließ. Während des Studiums war er zunächst Vorsitzender des Verbands der Studierenden aus Polynesien (AEPF), später der Vorsitzende der Föderation der Verbände der Studierenden aus Polynesien (FAEPF). Er gilt als hervorragender Redner, sowohl auf Französisch als auch auf Tahitianisch, und wurde bei Vortragswettbewerben mehrmals mit Preisen ausgezeichnet.

## Politische Karriere

Parteiflagge der Tavini huira’atira

Mit seiner Partei Tavini huira’atira setzt er sich für die vollständige Souveränität Französisch-Polynesiens ein, einschließlich einer eigenen Maori-Staatsangehörigkeit (Ma’ohi auf Tahitianisch). Beim ersten Wahlgang am 11. Juni erzielte er nur 20,1 % und lag damit weit hinter der ehemaligen Ministerin Nicole Bouteau, die 49,1 % der Stimmen erhielt. Die Stichwahl am 19. Juni gewann er jedoch überraschend mit 50,9 %, mit nur 474 Stimmen Vorsprung. Bei der Parlamentswahl 2024, in der er als Kandidat der Nouveau Front populaire antrat, unterlag er bereits im ersten Wahlgang mit 35,7 % der Stimmen dem Kandidaten der Autonomisten Moerani FREBAULT unter dem Banner der Renaissance, der 53,9 % erzielte. Im März 2025 erklärte er, als Kandidat für die Bürgermeisterwahl von Papeete 2026 antreten zu wollen.